# 景観破壊
景観破壊（けいかんはかい）とは、木原啓吉（朝日新聞編集委員）によると、風景や外観などの景観の美しさや調和が破壊される等により、環境の質が損なわれること。
景観の定義そのものが様々な利益や要素を含み、広汎で不明確な概念である。景観破壊という概念にも定まった定義がない。景観の破壊、すなわち景観利益の侵害を巡り、複数の訴訟や問題が起こっている。

## 欧州における景観問題

### 歴史
ヨーロッパでは19世紀から都市労働者が野外空間を利用する形で大衆観光が発達した。大衆観光は都市から近い公園や海岸さらに山間地が対象になり、1960年代には国境を越えて地中海やアルプスがリゾート地となった。しかし、大衆観光を受け入れるための開発は従来の自然環境や歴史的な街並みを破壊し人工的な景観を作り出すことも少なくはなかった。
1990年代になり農村地域や自然地域の魅力が見直されるようになった。観光行動の傾向では、外国旅行の増加とともに国内地域や故郷が再認識されるようになった。特に人間と自然の相互作用による文化景観、ワイン生産地域など特徴的な景観や地域文化をもつ農産地域への関心が高まっている。旅行動機に自然体験を挙げる人が増えるとともに、観光地のイメージ形成やマーケティング戦略において自然環境・自然景観が重視されるようになった。

### 景観問題の例
- ドイツ・ケルンの西方に多数存在する露天掘鉱山 - 採掘が景観破壊とも
- ドレスデン・エルベ渓谷 - 橋が景観破壊 世界遺産から抹消
- ケルン大聖堂 - 周辺の高層建築物計画による景観破壊の危機に
- バクー・トビリシ・ジェイハンパイプライン - パイプラインの建設は景観に目に見える大きな傷跡を残したとも
- サンスーシ宮殿 - 車小屋がサンスーシ宮殿完成後、あまりに景観を害するためフリードリヒ2世が取り壊しを命じている

### 景観の例
- ミヨー橋 - 渓谷の景観に雑然とした異物感を与えない、ミニマルですっきりとした橋に。
- ムードンの工業化住宅  - 分譲地は、木立に覆われ景観にも配慮している。
- シャルル・ド・ゴール橋 (パリ) - デザインは周囲の景観にとけ込むように工夫されている。
- ポンデザール (パリ) - 周囲の景観にふさわしい橋として建設された
- ベルヴェディア (カリフォルニア州) - 景観にそぐわない建築は禁止され、樹木の伐採も厳しく管理
- セント・ジョージ (バミューダ) -後世の変化のあらゆるしるしを隠し、町の景観を破壊しかねない発達を妨げる熟考した上の努力を行っている
- アーバイン (カリフォルニア州) - 計画段階から都市の景観には配慮が行われている
- フランスの最も美しい村 - 景観を破壊するような建物や設備は制限される

### 各国の景観保護施策
ドイツでは景観の保護について国立公園、生物圏保存地域、自然公園の3種類の広域自然保護地区が指定されており、これらの地域にはさらに小規模の景観保護地区や自然保護地区を含んでいる。1999年にシュヴァルツヴァルトに設置された黒い森南部自然公園の場合、自然の特徴や動植物の多様性の保護だけでなく、自然に近い方法での林業の推進や広大な牧草地や伝統的な街並みなど文化景観の活用なども目的としている。

## 日本における景観問題

### 歴史
1976年、経済協力開発機構（OECD）による『日本における環境政策』において、「日本政府は数多くの国外防除の戦闘を勝ち取ったが、環境の質を高めるための戦争ではまだ勝利を収めていない。……本当の原因は、環境の質の悪化にある。環境の質、あるいはよくアメニティと呼ばれるものは、静けさ、美しさ、プライバシー、社会的関係、その他「生活の質」の測定することのできない諸要素に関係している」と指摘された。木原啓吉は、この指摘をきっかけとして、日本の環境政策が、「量」から「質」、あるいは「ハード」から「ソフト」へ転換したと評し、景観破壊は、環境の「質」や「ソフト」に属する問題であるとしている。
国土交通省が2003年に発表した美しい国づくり政策大綱によると、第一に、「国土づくり、まちづくりにおいて、経済性や効率性、機能性を 重視したため美しさへの配慮を欠いた雑然とした景観、無個性・画一的 な景観等が各地で見られる」こと、第二に「公共的空間でのごみ投棄など国民のモラルを問われる事例も見られる」ことが、景観の否定的側面であるとされた。また、「美しさへの配慮を欠いていたという点では、公共事業をはじめ公共の営みも例外ではなかったと認識すべき」としており、以降、公共機関においても美しさへ配慮し、景観保全の政策が活発となった。
2004年6月18日に景観緑三法 景観法（都市、農山漁村等における良好な景観の形成を促進するための法律）らが制定され、同年12月17日より試行される。これにより、美観地区は廃止され景観地区が新設された。以降、景観をめぐる訴訟において、これらの法的根拠をもとに争われ、景観利益が権利と認められる判例が出ることとなった。

### 景観破壊が争われた例
景観破壊の阻止や景観保護の目的を達成するために、土地や建物の財産権に制限がかかるケースがしばしば発生する。そのため、住民や財産権者間で意見の対立が起こり、訴訟問題に発展することもある。一般に、景観破壊、景観阻害等による訴訟は、開発・建築行為の差止めもしくは景観破壊に対する損害賠償を求める民事訴訟、または、景観保護の行政法規を根拠に建築・開発許可の差止めもしくは許可内容の是正などを求める行政訴訟の、2パターンの争いが見られる。裁判所判断の中核は、法的救済が必要な景観破壊の存在の有無、法的に保護されている「景観利益」侵害の有無が焦点とされる。
景観保護と公共の利益が争われ景観保護への配慮が求められた先駆けとなる判例として、日光杉並木を伐採し道路の拡幅を行う計画に対し、杉並木の伐採は文化遺産と景観の破壊であるとして開発許可の取り消しを求めた日光太郎杉事件がある。1969年4月の宇都宮地裁の判決では、行政側の景観、歴史、文化的価値への軽視を指摘し、その許可を取り消した。事件はその後東京高裁に控訴されたが、1973年7月に出された判決は、伐採後の復元困難性の観点も加え原判決を維持した。
1992年に、京都ホテルの改築は景観破壊だとし、歴史的文化環境権(景観権)を求める原告らが民事訴訟と行政訴訟を起こすが、歴史的文化環境権(景観権)が否認され違法性を否定された。2001年には、鎌倉のまちなみをめぐる景観破壊が争われ、原告の主張が退けられるも、景観を享受する利益が個人的利益ではなく、公共の利益であることが認められる。2004年に景観法が施行されると、環境権や景観権を根拠とした訴訟が増加していく。2001年に勃発した国立マンション訴訟においては、地裁で住民側が勝訴した影響により、2003年の白壁マンション訴訟において住民側の景観利益侵害が認められる判決が出る。しかし、国立マンション訴訟は最高裁まで争わた結果、景観利益侵害の違法性は認められなかった。その後、2008年には、船岡山マンション訴訟事件において、景観利益の有無はともかく、建築関係規定は住民個々の景観権を保護していないと判断される事例も出る。2009年には、環境権が近隣住宅にまで及ぶと解釈し、漫画家楳図かずおの自宅が景観破壊であるとして近隣の原告2名が訴訟するなどの争いがあったが、景観利益は否認されかつ受忍限度内と判断される。また、同年に争われた、鞆の浦世界遺産訴訟においては、長年の事業実施に向けた合意の成立があったにもかかわらず、景観の歴史的・文化的価値が認められ、住民の景観利益が認定された。
以下、景観破壊であるかどうかが争われた訴訟を記す。
- 国立マンション訴訟（行訴H13.12.4 東京地判、民事H14.12.18 東京地判、民事H16.10.27 東京高判、民事H18.3.31 最判一小法廷）
- 京都ホテル（民事H4.8.6 京都地決、行訴H6.1.31 京都地判）
- 和歌浦景観訴訟事件（H6.11.30 和歌山地判）
歴史的景観権の法律上の権利性を否認
- 鎌倉まちなみ訴訟（H13.6.7 東京高判）
- 白壁マンション訴訟（H15.3.31 名古屋地決）
- 大田区山王マンション事件（H16.2.20 東京地判）
- 四観音道高架道路工事差止仮処分訴訟（H16.10.18 名古屋地決）
- 地下室マンション開発許可取消請求訴訟（H17.10.19 横浜地判）
- 地下室マンション建築確認取消請求訴訟（H17.11.30 横浜地判）
- 府中東芝マンション事件（H17.11.21 東京地判）
- 都立大跡地マンション事件（H17.11.28 東京地判）
- 町田マンション事件（H18.9.29 東京地判）
- 町田玉川学園マンション事件（H19.10.23 東京地判）
- 船岡山マンション訴訟事件（H19.11.7 京都地判）[11]
- 鞆の浦仮処分訴訟（H20.2.29 広島地決）
- 二子玉川再開発事業差止請求訴訟（H20.5.12 東京地判）
- 豊中とねやまマンション事件（H20.8.7 大阪地判）
- 赤白ストライプハウス事件（H21.1.28 東京地判）- 原告2名の主張に対し、目立つ色彩ではあるが色彩の法的規制や取り決めがなく現に色彩が統一されてないとし、景観利益を否認かつ受忍限度内と判断。
- 名古屋四観音道高架道路工事差止請求訴訟（民事H21.1.30 名古屋地判、行訴H21.2.26 名古屋地判）- 地域の歴史的・文化的環境・景観の構成、地域住民による自主規制を否定かつ景観利益を否認。
- 鞆港埋立・架橋差し止め訴訟（H21.10.1 広島地判）

### 景観問題の例
- 帝国京都博物館（現京都国立博物館） - 明治時代に、西洋建築は京都の街に相応しくないとして建設反対運動があった
- 南禅寺水路閣 - 琵琶湖疏水建設時に南禅寺境内に洋風のレンガ造の水道橋を建設したが、神社仏閣の保護が優先だとして反対があった
- 眉山 (徳島市) #景観問題
- 南紀熊野体験博 - 周辺部の道路網の整備が急ピッチで行なわれ、これにより景観破壊が起こったという意見もある
- とやのレイクランド - 潟はハクチョウの飛来地でもある事から、景観を損ねる恐れがあるとの指摘
- 蔵前専用橋 - 白い箱形躯体は橋からの景観を損ねるという意見も
- 新宿ソフト - 独特の宣伝・運営には繁華街の風紀の乱れ、景観を損ねるという声も
- 小淵沢町 - 看板の設置に関しての規制が遅れ、景観を損ねる原色調の看板や、メンテナンスされずに朽ち果てた看板も
- イタリア文化会館 - 赤色塗装が皇居周辺の景観を破壊するものであるとして議論を呼んだ
- 目白駅 - 駅周辺にある複合ビルの一つが2012年に完成する予定が景観を破壊するなどの理由で地域住民からの反対運動が起きる
- 瀬戸内海 - 乱開発は、瀬戸内海の歴史的な景観を破壊するものでもあった
- 京都市 - 明治維新後の洋風建築が歴史的景観を破壊するとして論争が発生した、戦後、経済優先の政策により徐々に景観が破壊され、街並みが壊されることに対する景観論争も起こる
- 東京大学駒場地区キャンパス - 教養学部18号館が本郷キャンパスの安田講堂と同様に景観が破壊されたという声もある
- 沈堕の滝 - 堰がかさ上げされたため水量が減少して往時の景観が損なわれたとも
- 丸の内 (松本市) - 松本城交差点付近の風景が様変わりが城下町の景観が損なわれることが懸念されている
- 矢部四十八滝 - 水力発電用に水を取水していることから、パイプなどで景観が損なわれていたり涸れ滝に
- 大平台 - 静岡の大平台は新興住宅街と化し、すぐ近くの佐鳴湖は自然公園でもあり、開発で自然の景観が損なわれることが懸念されている
- 萬代橋 - 欄干かさ上げによって市民が慣れ親しんだ萬代橋の景観が損なわれると危惧する意見が市民から数多く寄せられる
- 紀伊山地の霊場と参詣道#関西電力の風力発電計画
- 阪急甲陽線 - 夙川公園の樹木を伐採するなど景観に悪影響を与えるとして地域住民からの反対運動が
- 京都大学 - 京都大学吉田キャンパスで敷地外周に設置されていた立て看板が、京都市の屋外広告物条例に違反するとして、市が京都大学に行政指導を行い、大学が看板を撤去しようとしたが、一部学生や教員が反発した。
- 松江城下町 - 松江市の建造物高さ規制が甘いため、2000年代以降、国宝・松江城周辺に県外資本による高層マンションが乱立。2024年3月には、ついに松江城天守閣よりも高い高層マンション（「松江ザタワー」（京阪電鉄不動産）が隣接地に着工された。周辺の地元住民は、「神様が集まるこの地をこれ以上汚さないでほしいです」と憤っている[12]。小泉八雲・志賀直哉・芥川龍之介ら、多くの文人が愛した「松江城下町の歴史的景観と引き換えに、地元に愛着がない県外デベロッパーが営利を貪る構図」と批判されている。[誰によって?]マンション建設が強行された場合、松江城の世界文化遺産登録は絶望的である。

### 景観保護の例
- ジャスコは景観条例のある店舗店などでは、周囲の景観に配慮、セイコーマートは熱気球で知られる上士幌町では街の景観に合わせて熱気球をかたどった看板を、上川町の層雲峡温泉街にある店舗は外の看板を茶色で統一など、サークルKサンクスは看板の赤色を茶系に変更や川越時の鐘店（川越市）蔵造り風の建築、ローソンは看板はビルの景観を損なわないようにシンプルなものやオーロラタウン内にある店舗は地下街の景観を損ねないよう、店舗の外観は通常とは大きく異なったものを採用。
- 嵯峨嵐山駅 - 駅舎は和風の内外装を持ち、付近景観に溶け込むように配慮。
- 堀川 (京都府) - 大きな礫が敷き詰められていたが夏季に雑草が生い茂り景観を損ねるため、露出部分の川床はコンクリートで固められた。
- 梅小路蒸気機関車館 - 日本現存最古の木造2階建和風駅舎（旧二条駅）は景観に配慮しながら平安神宮を模して造られた。
- 明治神宮野球場 - バックネット裏最上段貴賓席は景観に配慮された設計となっている。
- 奈良テレビ放送 - 新社屋は周囲の景観に配慮された。
- MAZDA Zoom-Zoom スタジアム広島 - JR列車からの景観に配慮すること等が条件とされた。
- 洛西口駅 - 景観に配慮した駅名標を採用。
- 北海道情報大学 - キャンパスは｢野幌森林公園｣に隣接し、校舎群は周囲の景観にマッチするよう構成されている。
- 下筌ダム - 湖水との景観に配慮した橋梁・トンネルの建設。
- 松山親局送信所 - 鉄塔は松山城内にあるため景観に配慮して全体が緑色に塗装されている。
- 黒部ダム (栃木県) - 湾曲したダム本体の面影はそのまま残すなど、周辺の景観に配慮したものとなっている。
- 宮ヶ瀬副ダム - 周囲の自然景観に馴染むように配慮されている。
- 横浜地方裁判所 - 現在の建物は2000年前後に新築, 景観に配慮している。
- 公津の杜 - 駅周辺は電線を地下に埋設しており、景観に配慮されている。
- 河内長野市 - 再開発ビル・駅前広場等の整備を歴史的景観に配慮して行った。
- 掛川市立図書館 - 掛川城、大日本報徳社など周辺の景観に合わせ和風・平屋造になっている。
- 大江橋 - パリのセーヌ川を参考に景観に配慮したデザインを。
- 飫肥郵便局 - 町の景観に配慮し、城下町らしい白壁塗りの外観を持つ。
- 宇都宮美術館 - 「うつのみや文化の森公園」内にあり、付近の自然と景観に配慮した低層構成となっている。
- 櫃石島橋 - 鳥かご状のトラス橋となる予定であったが、景観に配慮して、斜張橋に変更。
- 五箇荘駅 - 現在の駅舎は五個荘の景観に合わせた瓦葺の木造平屋建てに。
- 屋我地大橋 - 景観に合った現代的な橋となっている。
- 小田原市立三の丸小学校 - 松田平田設計が小田原城周囲の歴史的景観に合わせて設計。
- 伊南バイパス - 町長が地元に対して問題提起を図り、道路景観に関する独自の協定を策定。
- 多々羅大橋  - 当初は吊り橋の予定であったが、景観に配慮した斜張橋へと設計が変更。
- 磯子火力発電所 - 煙突は高さ200mで、三渓園方面からの景観に配慮して扁平な形状としている。
- 奈良井宿 - 奈良井郵便局・消防詰所・奈良井会館等も景観に合わせた建築にする等は景観整備の一般的な手法。
- みなとオアシス - 地域の環境や景観に配慮したものであること。
- 亀老山 - 山頂には、景観にも配慮した展望台が設置。
- 寧静ループ橋 - 地域周辺の豊かな自然に馴染むよう景観に配慮したループ橋に。
- 下津井瀬戸大橋 - 本州側のケーブルは、瀬戸内海国立公園の景観に配慮する為、鷲羽山にケーブル用のトンネルを。
- 大和青垣国定公園 - 文化的景観を加味した上での公園指定に。
- 東武鉄道隅田川橋梁 - 隅田公園を通る路線が計画されていたが、隅田公園の景観を損なわないよう公園を避けるようにルートの設定がなされた。
- 別子銅山記念館 - 1万本を越えるサツキが植えられており、周囲の景観を損ねることなく溶け込んだ雰囲気となっている。
- 恵那峡 - ダムの開発によって景観が損なわれたケースが多いが、この恵那峡は全く逆のケースに。
- 清水港 - 「みなと色彩計画」により、富士山など周囲の景観に調和する青を基調とした港湾整備が。
- 日本で最も美しい村連合 - 美しい景観に配慮したまちづくりを行っている
- 飛驒トンネル - 合掌集落近辺の景観に配慮して、高さを原設計より19メートル低くされている。
- 普門寺 (高槻市) - 土塁等も庭園の景観に係わるものとして文化財に追加指定。
- 奈良ホテル - 奈良国立博物館本館の純洋風建築が「奈良公園の景観にそぐわない」として不評の経験から、景観に大きな影響の無い規模で新設
- セブン-イレブン - 景観条例等準拠店舗を設けている。

### 景観保護施策

#### 誘導型制度
景観形成や街地内の老朽化、建物の更新や不燃化促進等を図るための諸制度を誘導型制度という。
景観分野などにおいては、都市計画法の美観地区や街並み誘導型地区計画、景観法における景観計画や景観条例がその代表的なものとしてしられる。

#### 景観ガイドライン(guideline)
良好な景観の形成を目的として景観基本計画が定められた場合、それを具体的に実施するために定めたもの。通常は対象地区内の建築物、道路や橋、鉄道や工作物、看板や標識、サインなどの形態や色彩を規制、誘導するための指針になる

#### 都市景観形成モデル事業
旧建設省によって1983年に制定された補助事業。モデル地区では基本計画を策定し、これに基づき都市計画事業（公園．街路）、道路事業、河川事業等、景観形成にかかわる各事業の事業計画の策定と事業の調整および重点的な実施を行う

#### 景観影響評価
「景観アセスメント」ともいう。環境アセスメント（環境影響評価）と同様に、景観を変化させる事業等を行う場合、事前に調査、予測、評価をして、その影響の大きさと可否を判断する。

#### 景観アドバイザー
自治体が各種の公共事業として建築物、土木施設を計画し建設実施する場合、景観面での提案やアドバイスを受けるために委嘱する専門家。専門家としては、建築家、都市デザイナー、ランドスケープアーキテクト、グラフィックデザイナー．カラープランナーなどがあたることが多い。主な事例に角舘政英(千代田区景観アドバイザー、品川区まちづくり専門家、世田谷区まちづくり専門家など)、只野康夫(堺市都市景観アドバイザー)、内原智史(福島県の景観アドバイザー, 十綱橋ライトアップ指導など)、林美香子（北海道開発局景観アドバイザー）、田邉学(千代田区景観アドバイザー、港区景観アドバイザー、杉並区景観審議会専門部会委員など)のケースがある。

#### 景観賞
造園用語辞典（東京農業大学造園科学科 (編集)彰国社 2011年）で進士五十八は、
景観まちづくり推進策の特徴が、規制より参加・誘導型でなければうまくいかない点にあるとし、人命を左右するといった絶対的な機能を有しない景観政策を進める場合には法令で定めた緑化基準や建築基準を超えて都市美のための工夫をしたような行為に対して、審査の上で景観賞を出すことが有効となるとし、全国各地で都市景観賞、都市美賞、美しい景観賞などがあることを示している。
一例として、大阪都市景観建築賞、盛岡市都市景観賞などがある。

#### 景観条例
景観法の制定前から、景観の保全と創造にかかわる景観条例を地方公共団体で定めている。上記の書で進士は、これには自治体が自治体行政の役割と責務、市民や企業が建設行為を行うときに地域の風致や美観、すなわち美しい景観を守り育てるためのルール、計画行政上の仕組み、市民参加の仕組み、仕掛け、表彰などに関する条項を盛り込んでおり、その対象景観として観光資源として重要な歴史的かつ自然的景観資源にかかわるものから市民の日常例活の環境を維持･発展させるための都市景観にかかわるもの、個性的な農村景観にかかわるものなどがあるとしている。
条例に基づいて、兵庫県は
県の景観条例に基づく指定制度で
景観形成地区 (兵庫県指定)と
景観形成重要建造物等 (兵庫県指定)
、そのほか
大阪市都市景観資源（大阪市都市景観条例による）、
東京都選定歴史的建造物（東京都景観条例による）、
小樽市指定歴史的建造物（「小樽の歴史と自然を生かしたまちづくり景観条例」による）
などを制定し景観政策を進めている。
景観重要建造物の指定制度
景観法では景観重要建造物の指定制度が設けられた。2009年までに実際にしている自治体は18あった。景観計画の指定方針でも指定する物件がある場合には指定方針を定めることとなっている。一例として名古屋市は名古屋市都市景観重要建築物等や登録地域建造物資産、認定地域建造物資産などを制定し、鎌倉市は鎌倉市指定景観重要建築物（鎌倉市都市景観条例）を定めている。
文化財保護法による文化的景観と歴史まちづくり法による歴史的風致の活用
景観法の制定と合わせて文化財保護法が改正され、文化的景観が文化財に加わった。文化的景観は上記保護法で「地域における人々の生活または生業および当該地域の風土により形成された景観地」と定義される。また景観法の景観計画で対象(区域)と特性を位置付けることになっている。市町村は、この文化的景観の中から「文化的景観保存計画」を策定し、「重要文化的景観」の選定の申出を行い、選定基準に基づき、文化庁が選定する。選定された重要文化的景観の保護において、建築物や開発などの規制は景観計画や自治体の条例に委ねられている。また、歴史まちづくり法(地域における歴史的風致の維持および向上に関する法律、2008年制定)において歴史的風致という新しい地域の景観価値が生まれた。これらはいずれも、文化財行政とまちづくり行政が協働するしくみであり、地域の歴史や風土と、人の営みによって生み出される景観に着目し、景観と地域づくりをつなぐものである。
文化的景観の保全による地域づくり
美しい棚田や水郷風景のような農山漁村の風景には、地域に固有の地形や風土と、そこで営まれる生産活動との関係がわかりやすく現れている。しかし、この風景を保全するためには生業が維持される必要があり、棚田オーナー制度や地域商品のブランド化など、生業継続への支援が進められている。また、子どもたちや地域の人々に風景の成り立ちを知ってもらう学習、観光や都市農村交流など、多様な地域の取り組みと連携している。一方、金沢や宇治のような都市型の文化的景観では風土と生業の関係が見えにくく加賀の伝統産業や宇治の茶産業は時代とともにその技術や都市における役割が変化する。城下町の町割を維持していても、都市が生き続ける中で建物は変化する。文化的景観は、都市空間や生産現場の変化を許容しつつ、その景観を成り立たせている文化の保護を求める。それが何なのか、地域つくりの中で考えることになっている。
歴史的風致とは、「地域固有の歴史・伝統を反映した人々の活動とその活動が行われる歴史上価値の高い建築物および周辺市街地とが一体となって形成してきた良好な市街地の環境」と歴史まちづくり法で定義される。祭りや年中行事、芸能、生業、伝統産業、さまざまな職などの人の営みと、歴史的価値の高い建築物が構成する物的空間が一体となった市街地環境が歴史的風致であり、そこに現れる独特のたたずまいや風情に価値を見出すものである。
歴史まちづくり法は、市町村が「歴史的風致維持向上計画」を作成し、認定を受けることで、歴史的資源を活用して広がりのある地域づくりを進めるしくみである。歴史的風致維持向上計画では、自然環境・土地利用・社会的環境、都市の成り立ちや建造物の歴史などを整理して地域の歴史的風致を設定し、その維持向上のための方針をつくる。計画には、重点区域の位置・区域を指定するとともに、文化財の保存・活用、歴史的風致維持向上施設、歴史的風致形成建造物および計画期間について示す。
計画の実施推進に重点を置き、複数の部局にかかわる計画を進めるために、行政内の計画推進体制を明確にすることが求められる。歴史的風致維持向上協議会の設置や、計画に取り組む主体としてNPO法人・公益法人を歴史的風致維持向上支援法人に指定することができる。重点区域の整備促進には、歴史的環境形成総合支援事業が創設され、金沢では用水の再生整備が行われた。ほかに、まちづくり交付金や街なみ環境整備事業などが活用できるようになっていたが、2011年度にこうした事業が社会資本整備総合交付金に統合された。それぞれの市町村が、地域の歴史を人々の営みと地域環境に見出し、資源を守るだけではなく、その環境を整備・活用することから地域づくりを進めていくところに特徴がある。

## 文献情報
- 「風景の近代化とニヒリズム」藤井聡（風景･デザイン研究論文集2006）
- 「大衆による風景破壊・オルテガ「大衆の反逆」の景観問題への示唆」小松佳弘･羽鳥剛史･藤井聡（風景･デザイン研究論文集2009）
- 「景観保全に及ぼす大衆性の破壊的影響に関する全国調査」小松佳弘･羽鳥剛史･藤井聡（土木計画学研究･論文集2009）